# Cinfromas S.L.
Cinfromas S.L. es una sociedad gestora (holding) española de diversas empresas dedicadas al transporte público y de varios concesionarios y talleres de automoción, con sede en Hospitalet de Llobregat.

## Historia
Cinfromas S.L. fue constituida el 11 de febrero de 1999 en Hospitalet de Llobregat (Barcelona), y tiene su origen en la empresa Mohn S.L., que hasta entonces ejercía como matriz de las diversas empresas.

## Empresas del grupo
Actualmente, el holding Cinfromas tiene el control sobre doce empresas.
| Empresa                          | Sector                   | Fundación  | Sede                                | Actividad                                                                                 |
| -------------------------------- | ------------------------ | ---------- | ----------------------------------- | ----------------------------------------------------------------------------------------- |
| Oliveras S.L.                    | Transporte público       | 26-03-1927 | Hospitalet de Llobregat (Barcelona) | Líneas de autobús regular urbano y suburbano.                                             |
| Mohn S.L.                        | Transporte público       | 22-12-1939 | Viladecans (Barcelona)              | Líneas de autobús regular urbano y suburbano.                                             |
| Empresa Casal S.L.               | Transporte público       | 30-07-1957 | Sevilla (Sevilla)                   | Líneas de autobús regular suburbano y discrecional.                                       |
| Auto Distribución S.L.           | Concesionario automoción | 09-01-1968 | Hospitalet de Llobregat (Barcelona) | Concesionario y taller de Iveco.                                                          |
| Inmobiliaria Huch S.L.           | Inmobiliaria             | 12-12-1973 | Sevilla (Sevilla)                   | Alquiler de bienes inmobiliarios por cuenta propia.                                       |
| Auto Distribución Nord S.L.      | Concesionario automoción | 1992       | Manresa (Barcelona)                 | Concesionario y taller de Iveco.                                                          |
| Auto Distribución Illiberis S.A. | Concesionario automoción | 25-11-1993 | Peligros (Granada)                  | Concesionario y taller de Iveco.                                                          |
| Nordisauto S.L.                  | Concesionario automoción | 20-01-1995 | Hospitalet de Llobregat (Barcelona) | Concesionario de motocicletas de las marcas KTM, Macbor, Niu, Sym y de automóviles Mazda. |
| Surdisauto S.L.                  | Recambios automoción     | 14-01-1996 | Sevilla (Sevilla)                   | Comercio al por mayor de repuestos y accesorios de vehículos de motor.                    |
| Rosanbus S.L.                    | Transporte público       | 08-11-1996 | Hospitalet de Llobregat (Barcelona) | Líneas de autobús regular urbano y suburbano.                                             |
| Auto Distribución Hispalis S.L.  | Concesionario automoción | 04-12-2003 | Sevilla (Sevilla)                   | Concesionario y taller de Iveco.                                                          |
| Fundos 92 S.L.                   | Inmobiliaria             |            | Viladecans (Barcelona)              | Alquiler de bienes inmobiliarios por cuenta propia.                                       |